# Aeroporto de Berlim-Brandemburgo

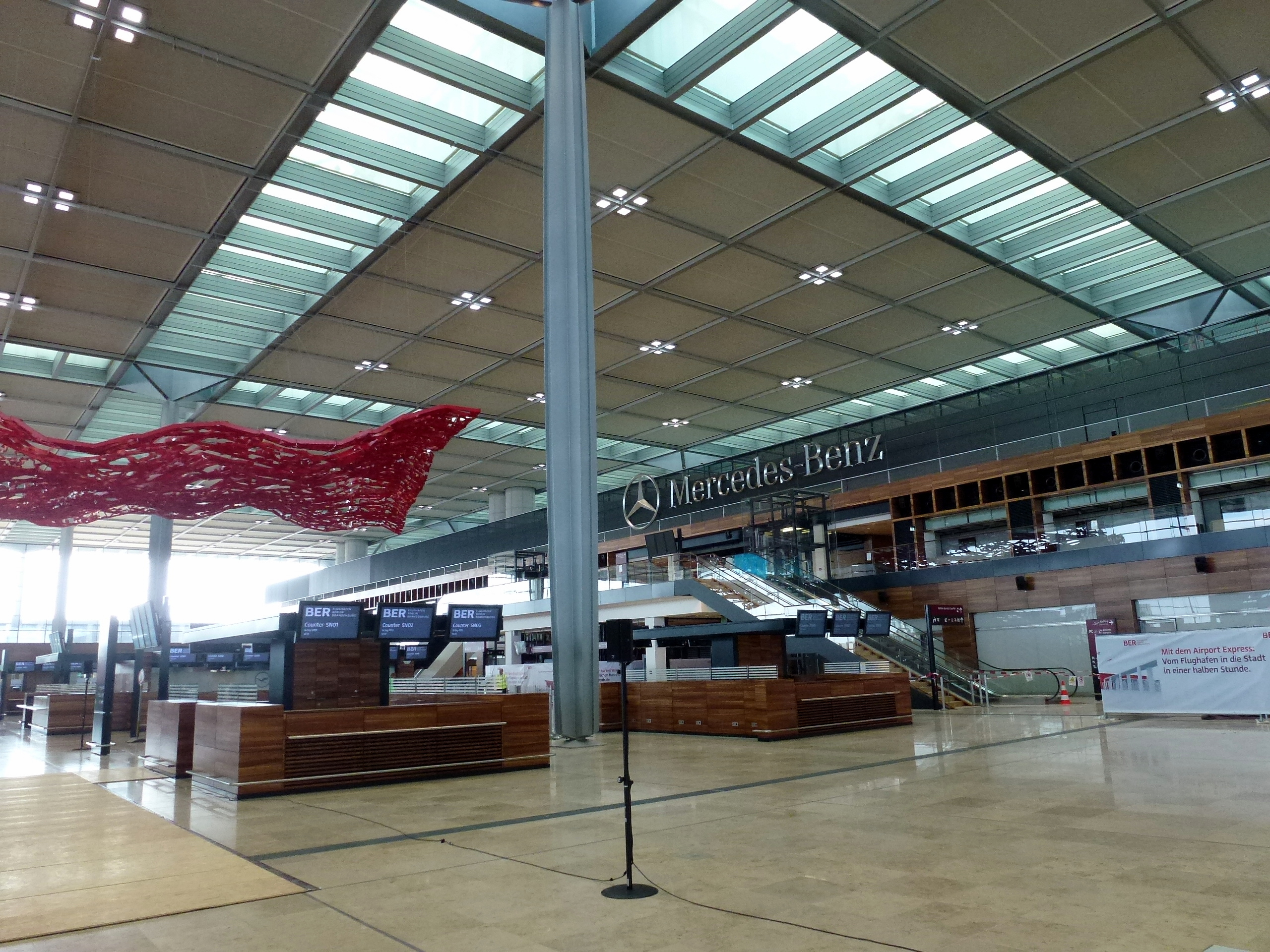
Interior do Terminal em construção 2013

O Aeroporto de Berlim-Brandemburgo "Willy Brandt" (IATA: BER, ICAO: EDDB), também conhecido como Hauptstadtflughafen (Aeroporto da Capital) é o principal aeroporto da capital alemã Berlim. Está situado em Schönefeld a 18 km ao sul do centro, no coração da região metropolitana de Berlim-Brandemburgo. Depois de nove anos de atraso nas obras, o aeroporto foi inaugurado em 31 de outubro de 2020.
O novo aeroporto substituiu os aeroportos Tempelhof, Schönefeld e Tegel, e tornou-se o único aeroporto comercial que serve Berlim e os Estado de Brandeburgo, uma área com 6 milhões de habitantes. Com um número anual de passageiros projetado em cerca de 34 milhões, O Aeroporto de Berlim-Brandemburgo tornou-se o terceiro mais movimentado aeroporto na Alemanha, ultrapassando o Aeroporto de Düsseldorf e tornando-se um dos quinze mais movimentados da Europa.

## Planos
O plano previa uma capacidade inicial de até 27 milhões de passageiros por ano. Nos horários de pico decolariam e pousariam, em média, seis mil passageiros por hora. Dependendo da evolução, o aeroporto poderia ser expandido para atender até 45 milhões de passageiros. Distâncias curtas, infraestrutura ótima e o conceito "tudo sob o mesmo teto" garantiriam conexões rápidas ao centro da capital alemã. O aeroporto é caracterizado por uma arquitetura moderna com linhas simples, com elementos que vão do arquiteto Schinkel à Bauhaus. O projeto do aeroporto é assinado pelo escritório Gerkan, Marg und Partner.
Segundo o plano, o aeroporto utilizaria a pista e algumas das estruturas do Aeroporto de Berlim-Schönefeld, que seria desativado juntamente com o Aeroporto de Berlim-Tegel e o Aeroporto de Berlim-Tempelhof, tendo este último já sido desativado em outubro de 2008. Dessa forma, o Berlim-Brandenburg International (nome em inglês, BBI) substituiria todos os aeroportos que até então serviam à cidade de Berlim e arredores. Inicialmente as instalações poderiam acomodar cerca de 30 milhões de passageiros e deveriam ter sido abertas em 2017. Em 29 de novembro de 2019, a sociedade operadora do aeroporto informou o dia 31 de outubro de 2020 como data oficial de inauguração.

### Lista de deficiências
A lista de deficiências no aeroporto BER aumentou desde setembro de 2015. Mais uma vez se tratava de proteção contra incêndios e ainda era um problema inteiramente novo com o qual os responsáveis tinham de lidar em 2020. Se o aeroporto tivesse sido inaugurado em 2017, já entraria em funcionamento desfasado. Um total de 27 milhões de passageiros poderiam ser recebidos, mas a operadora do aeroporto já contava com 33 milhões de passageiros, em 2017.
- Paredes de fogo defeituosas
- Ventiladores muito pesados
- Extração de fumos defeituoso
- Escadas rolantes demasiado curtos
- Portas falsas
- Recuperação de bagagem muito pequena

## Abertura
Com cerca de seis anos de atraso e deficiências técnicas ao longo da construção, o novo aeroporto de Schönefeld abriu em 31 de Outubro de 2020. Os custos foram estimados em mais de sete bilhões de euros, e cada dia de atraso custou mais de 17 milhões de euros. Os inquilinos do Aeroporto de Berlim-Brandemburgo tiveram problemas iniciais: faltavam-lhes clientes, que seriam os passageiros em trânsito. Havia problemas na segurança, como a proteção contra incêndios e o bloqueio de portas.

## Terminais
- Terminal 1 (novo)
  - Seções A, B, C e D
- Terminal 2
- Terminal 5 (antigo terminal do Aeroporto de Berlim-Schönefeld)

## Transporte Público

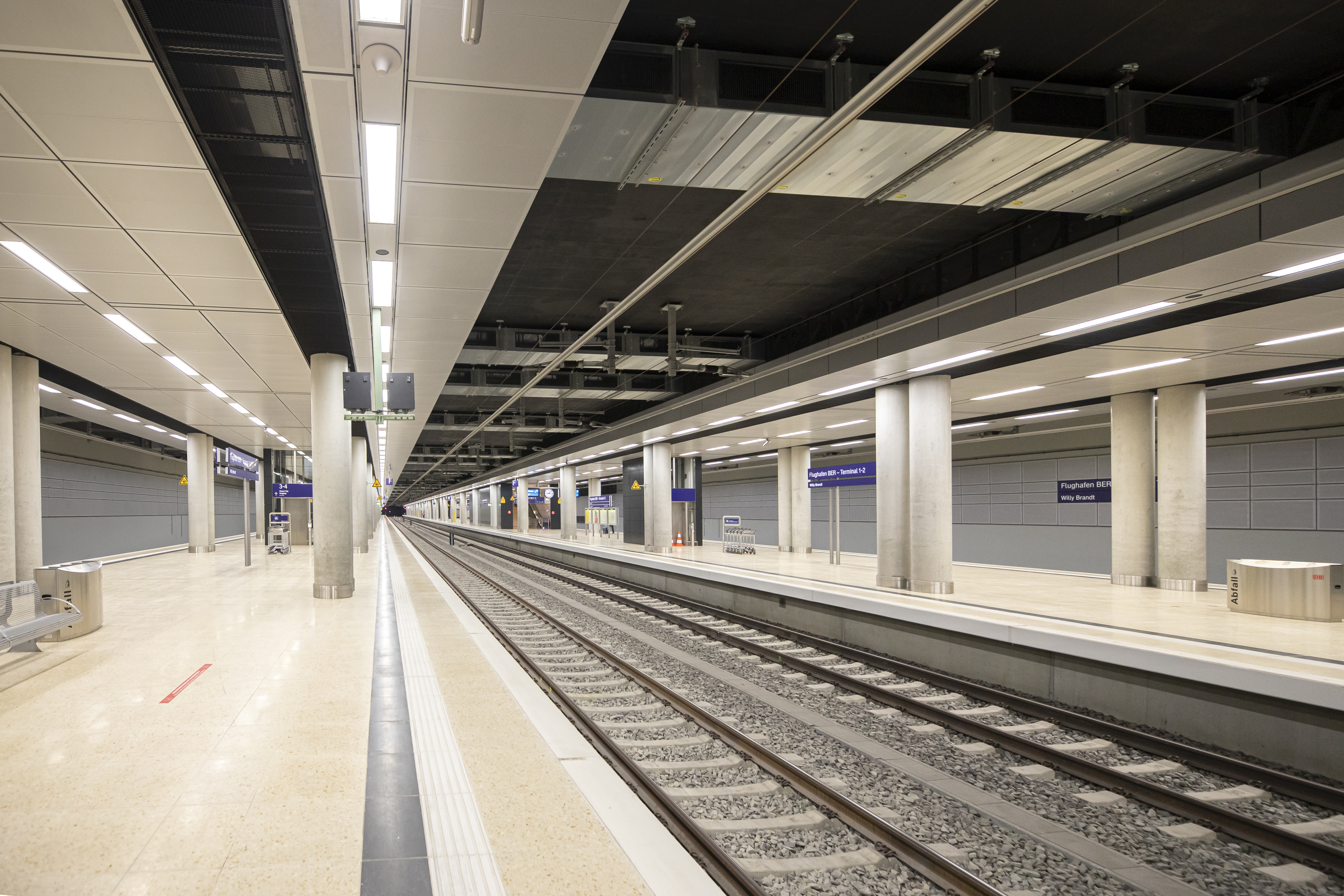
Estação de trem no aeroporto de Berlim

Previa-se a ligação do aeroporto à área urbana, por meio de ônibus públicos, trens e táxis. Existe uma estação no nível mais baixo do terminal. Duas linhas de S-Bahn partem a cada 10 minutos. A linha S9 parte para ao norte, e a S45 vai para o anel sul de transportes públicos, enquanto as restantes quatro plataformas são ocupadas por trens EuroCity, InterCity, InterCityExpress e Regional Express. InterCityExpress e InterCity ligam o aeroporto com Bielefeld, Hannover, Hamburgo, Dresden, Leipzig, Halle, Wolfsburg. Os trens da EuroCity têm como destinos Wroclaw, Cracóvia, Amsterdam e Praga.
Por sua vez, o Airport Express e o serviço regional ferroviário também oferecem conexões diretas para vários pontos diferentes de Berlim e Brandemburgo. Os trens saem a cada 15 minutos da Estação Central de Berlim para o aeroporto e retornam em 30 minutos. Ao mesmo tempo, um serviço adicional de ônibus faz conexões entre o complexo aeroportuário, e as opções de transporte público local, com os autocarros expressos X7 e X11, fazem ligação entre BER e a estação de metro (U-Bahn) Rudow e a linha de metro U7 a cada cinco minutos. O autocarro X11 continua o seu percurso para Lichterfelde-Oueste e Dahlem. Outras linhas de ônibus também têm várias paradas em estações que oferecem conexões com o transporte público em Berlim e outros pontos na região de Brandenburgo.

## Galeria

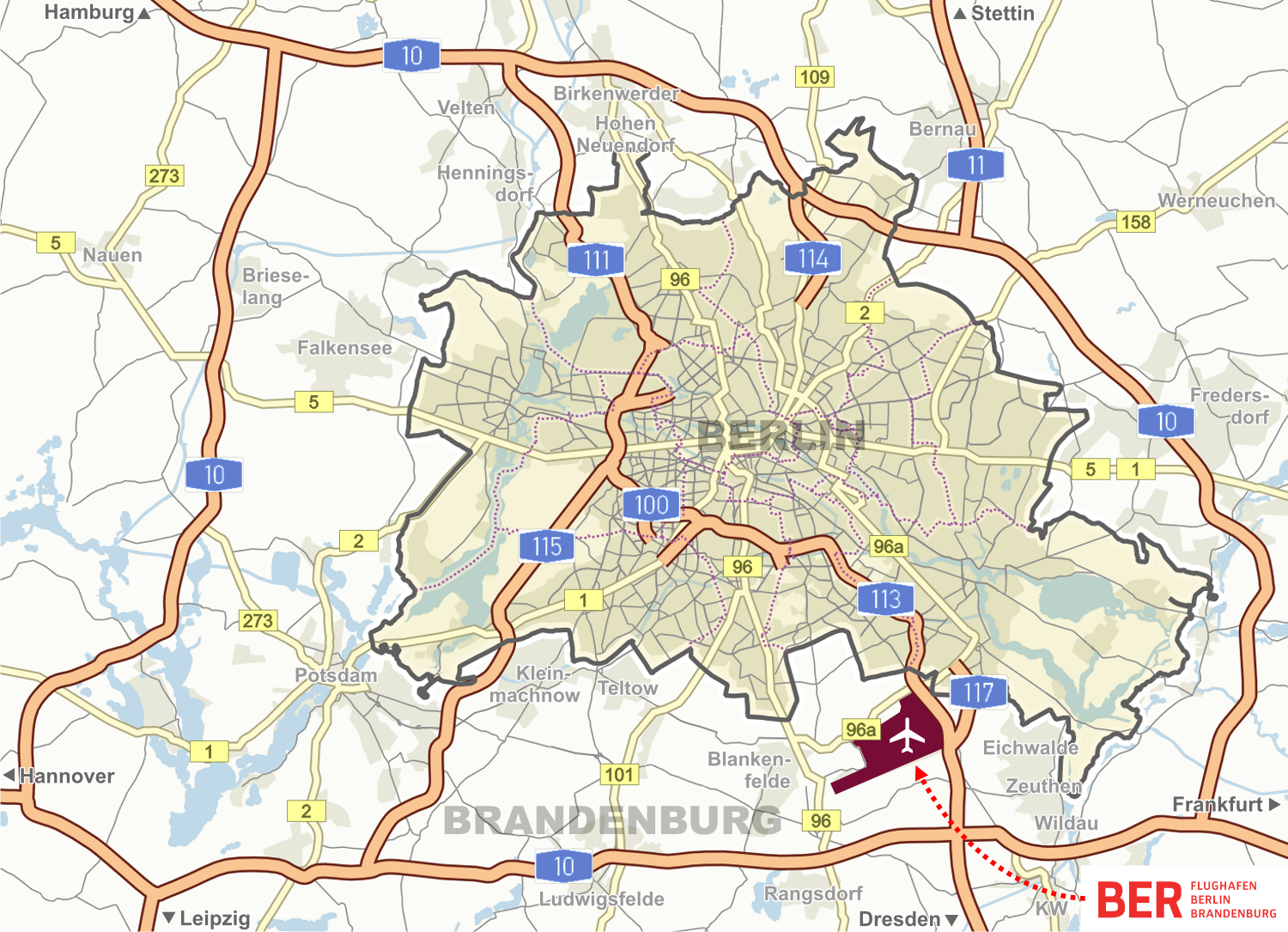
Situação geografica do BER 2012
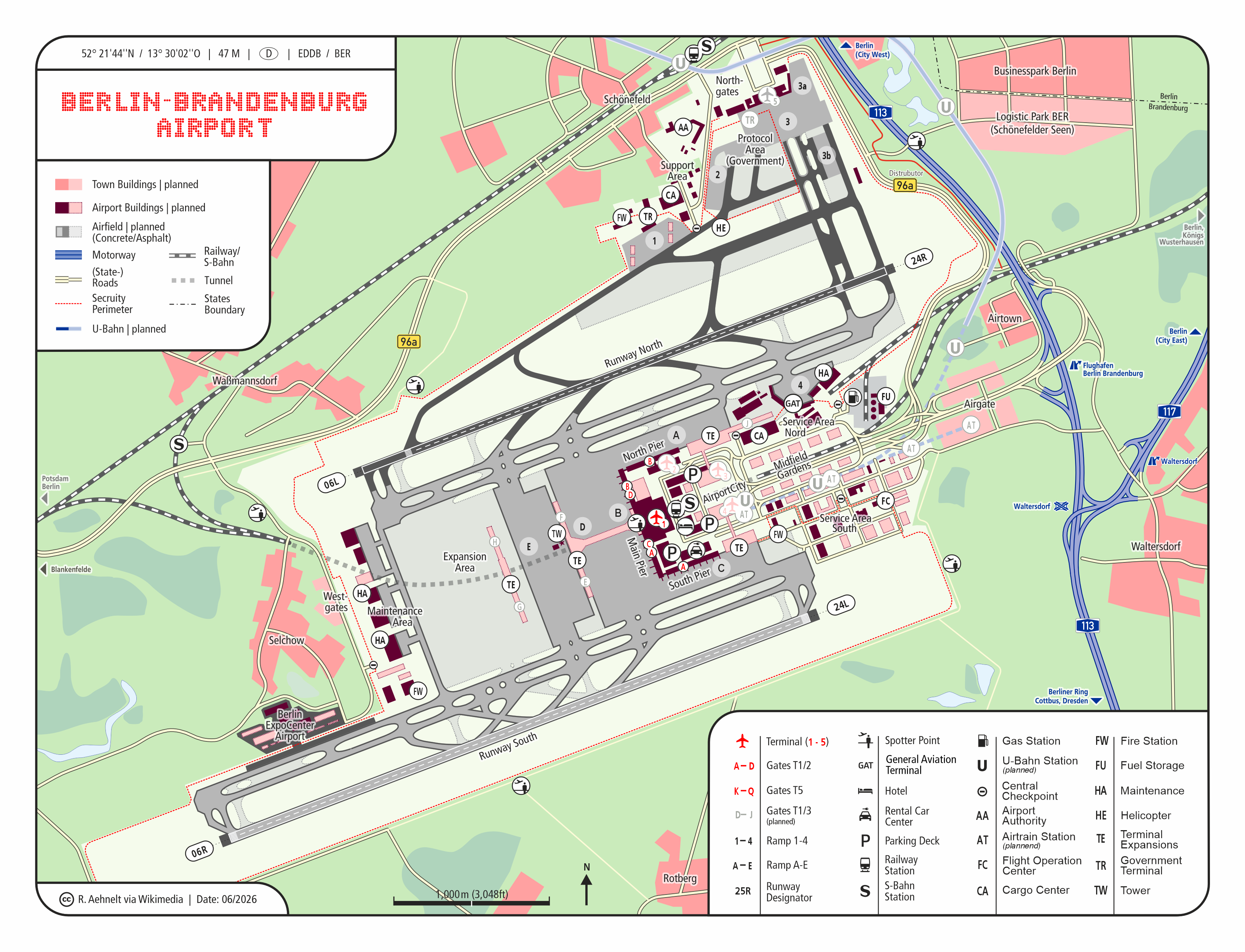
Mapa do BER 2012
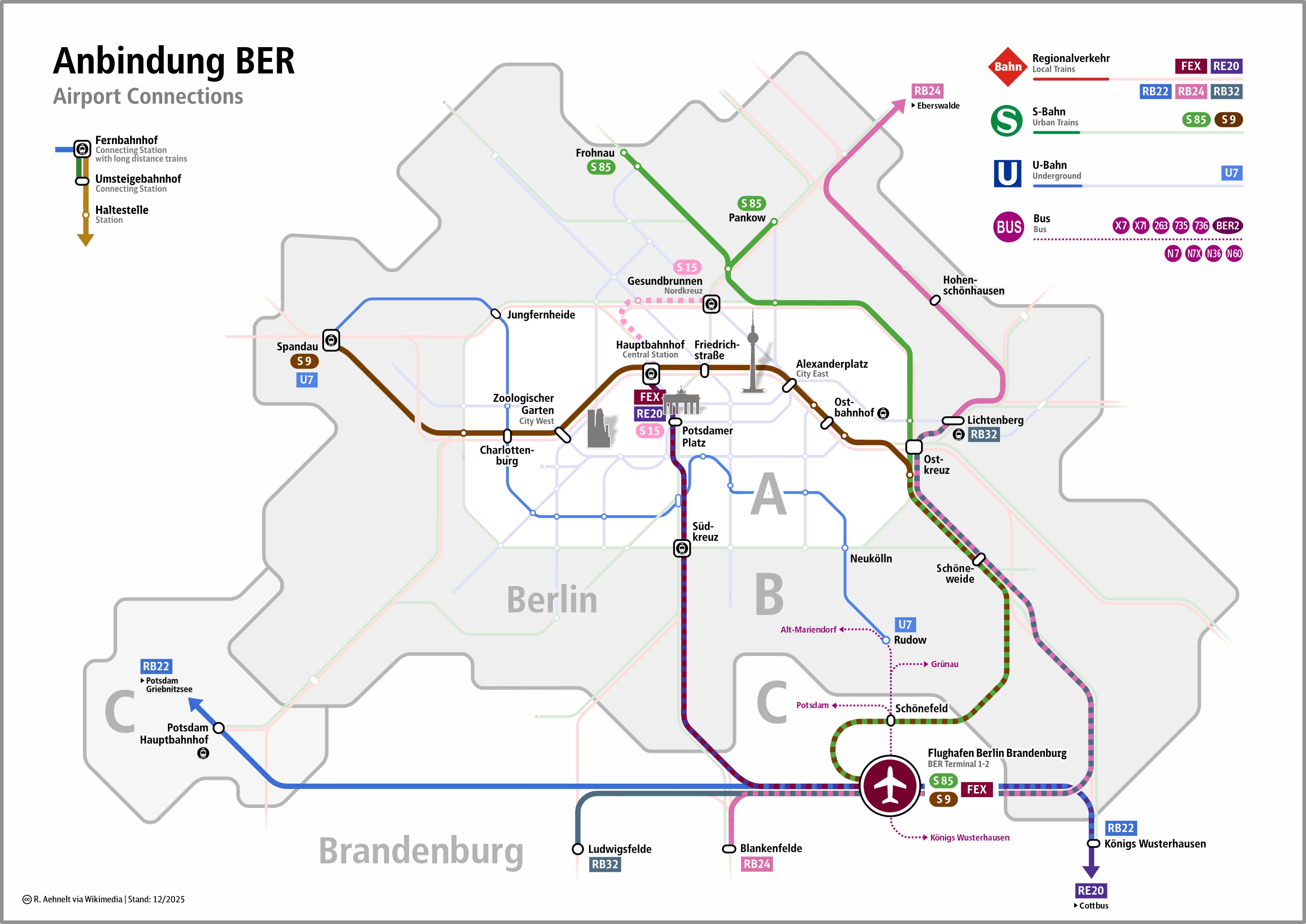
Plano do transporte público com a S-Bahn-Berlim